# Aeroportul Minto Al Wright
Aeroportul Minto Al Wright (IATA: MNT, FAA LID: 51Z) este un aeroport din Alaska, Statele Unite ale Americii ce deservește zona Minto⁠(d). Aeroportul a fost tranzitat în 2019 de 418 pasageri. A fost numit după zona deservită.
Situat la o altitudine de 152 m, aeroportul dispune de 1 pistă.

## Infrastructură

### Piste
Aeroportul dispune de o singură pistă. Pista 02/20 are suprafața de pietriș și dimensiunile 3.400 picioare × 75 picioare. 